# Téa Obreht
Téa Obreht, ursprungligen Tea Bajraktarević, född 30 september 1985 i Belgrad i SFR Jugoslavien (nuvarande Serbien), är en amerikansk författare.
Hon belönades med Orangepriset 2011 för romanen The Tiger's Wife (svensk översättning: Tigern i Galina). Hennes andra roman Inland utkom 2019, med den amerikanska västerns historia som ämne